# Rasa Žemantauskaitė
Rasa Žemantauskaitė, coniugata Matlašaitienė (Kaunas, 11 gennaio 1981), è una cestista lituana.

## Carriera
Con la Lituania ha disputato i Campionati mondiali del 2002 e i Campionati europei del 2013.